# いただきストリート
『いただきストリート』は、第1作目が1991年にアスキー（後のアスキー・メディアワークス、現KADOKAWA）から発売された、コンピュータボードゲームのシリーズ。通称「いたスト」。

## 概要
プレイヤーは、『モノポリー』の要領でゲームボード上を周回しながら物件や株式を購入しつつ、総資産を設定額まで貯めて銀行にたどり着くことを目的とする。
『モノポリー』のルールを踏襲した部分が多いものの、ステージごとに構成の異なる盤面や株取引の要素、カジノといったオリジナル要素を取り入れゲーム性を高めている。
ゲームデザインはドラゴンクエストシリーズの制作でも知られる堀井雄二。
堀江はさくまあきらと新しいゲーム話をしていた際に「双六をベースにしたゲームが作りたい」という話題になった。そこで
堀江が考えついたゲームが『いただきストリート』であり、さくまあきらが考えついたのが『桃太郎電鉄』である。

## ルール
- 基本的にプレイ人数は1人から4人まで（『1』には3人プレイのマップが1つだけある）。4人に満たない場合はコンピュータキャラクターがプレイする。
  - 登場キャラクターは、『3』まではオリジナルキャラクター。『Special』『ポータブル』『（FF&DQ）MOBILE』は『ドラゴンクエスト』&『ファイナルファンタジー』シリーズから、『DS』『Wii』は『ドラゴンクエスト』&『スーパーマリオ』シリーズから登場。
- プレイヤーは、最初に規定の金額（単位はゴールド）を持ってスタートする。順番にサイコロを振って出目に従って駒を進め、進んだ先のマスの指示に従う。サイコロの出目は、マップによっては6面サイコロには存在しない7・8の出目が登場したり、逆に5までしか出ない場合もある。
- 基本的には止まったマスの空いている物件を買う、または相手の物件に止まったら買い物料と呼ばれるお金を支払いながら（またはそのマスを回避しながら）プレイをつづけていく。物件だけではなく、さまざまな仕掛けやゲームのあるマスが存在する。
- プレイヤーは、規定の4か所を回ってマーク（トランプの4種のマークに同じ。回る順序は不問）を集め、スタート地点でもある銀行（『Special』はぎんこう城）にたどり着くと、サラリー（『Special』以降は賞金）を獲得できる。サラリーは基本給、周回数（『Special』以降はレベル）からなる能力給、物件の資産額の合計の1割から成り、この3つの要素の合計が銀行から支給される。
- 銀行や一部のマスでは株が購入できる。エリアと呼ばれる3-7件区切りの物件のひとまとまりが株の購入単位である。10株以上購入すると株価が上昇し、10株以上売却すると下落する。ほかにも、自分の持つ物件に増資すると株価が上昇する。
- 事前に設定された目標金額以上の資産を貯めたうえで銀行にたどり着いたプレイヤーが勝者となる。ただし、目標金額に達したプレイヤーが複数出た場合は、『3』までは総資産の多い方の優勝、『Special』以降では一番早く銀行に到着したプレイヤーの優勝となっている（ただし、これらの2つの作品はコマンドによって『3』までのルールを適用することが可能となっている）。『Wii』では銀行でサラリーを受け取り目標金額を超えた場合や、銀行にぴったり止まった状態で株購入による株価上昇で目標金額を超えた場合も優勝となる。
- プレイヤーの総資産がマイナスになった場合は破産となり、以降のゲームの参加資格を失う。また、破産者の人数が規定の人数（初期設定では1人）に達した時点でゲームは終了し、その時の総資産の額で勝者が決定する。

## シリーズ一覧
| タイトル                                                                    | 発売日/配信開始日 | 発売元                    | プラットフォーム                                        |
| --------------------------------------------------------------------------- | ----------------- | ------------------------- | ------------------------------------------------------- |
| いただきストリート 〜私のお店によってって〜                                 | 1991年3月21日     | アスキー                  | ファミリーコンピュータ                                  |
| いただきストリート2 〜ネオンサインはバラ色に〜                              | 1994年2月26日     | エニックス                | スーパーファミコン                                      |
| いただきストリート ゴージャスキング                                         | 1998年9月23日     | エニックス                | PlayStation                                             |
| いただきストリート3 億万長者にしてあげる! 〜家庭教師つき!〜                 | 2002年2月28日     | エニックス                | PlayStation 2                                           |
| ドラゴンクエスト&ファイナルファンタジー in いただきストリートSpecial        | 2004年12月22日    | スクウェア・エニックス    | PlayStation 2                                           |
| ドラゴンクエスト&ファイナルファンタジー in いただきストリートポータブル     | 2006年5月25日     | スクウェア・エニックス    | PlayStation Portable                                    |
| いただきストリートDS                                                        | 2007年6月21日     | スクウェア・エニックス    | ニンテンドーDS                                          |
| いただきストリートMOBILE どんどん開店!増築中!                               | 2007年10月1日     | スクウェア・エニックス    | iアプリ、EZアプリ、S!アプリ                             |
| ファイナルファンタジー in いただきストリート MOBILE                         | 2010年7月1日      | スクウェア・エニックス    | iアプリ、EZアプリ                                       |
| ドラゴンクエスト&ファイナルファンタジー in いただきストリート MOBILE        | 2011年2月3日      | スクウェア・エニックス    | iアプリ、EZアプリ                                       |
| いただきストリートWii                                                       | 2011年12月1日     | スクウェア・エニックス    | Wii                                                     |
| いただきストリート for SMARTPHONE わたしのお店にタッチして!                 | 2012年1月23日     | スクウェア・エニックス    | Android、iPhone/iPod touch                              |
| いただきストリート for au ～つながるボード大陸～                            | 2013年12月5日     | KADOKAWA/エンターブレイン | Android、iPhone/iPad （いずれもauスマートパス会員専用） |
| いただきストリート ドラゴンクエスト&ファイナルファンタジー 30th ANNIVERSARY | 2017年10月19日    | スクウェア・エニックス    | PlayStation 4、PlayStation Vita                         |

## 各作品の概要

### いただきストリート 〜私のお店によってって〜
- 対応機種：ファミリーコンピュータ
- 1991年3月21日発売
- 収録マップ数：5
- 登場キャラ数：7

アスキーが開発、販売。

### いただきストリート2 〜ネオンサインはバラ色に〜
- 対応機種：スーパーファミコン
- 1994年2月26日発売
- 収録マップ数：15
- 登場キャラ数：15

開発はアスキー、販売元がエニックスとなる。前作のルールを継承しつつ、マップが一新された。新システムに「空き地」が登場。個人成績や買い物料などの各分野における最高記録などが記録されるようになった。ドラゴンクエストシリーズのファンサービス的なフィーチャーもいくつか登場した。

### いただきストリート ゴージャスキング
- 対応機種：PlayStation
- 1998年9月23日発売
- 収録マップ数：22
- 登場キャラ数：20

前作から4年を経ての登場。収録マップの大半は過去2作の再録である。また、前作の登場キャラのうち8人が3つ年齢を重ねて再登場する。『スーパーファミコン ドラゴンクエストIII』に登場したすごろく場をアレンジした「すごろくタウン」モードが登場した。

### いただきストリート3 億万長者にしてあげる! 〜家庭教師つき!〜
- 対応機種：PlayStation 2
- 2002年2月28日発売
- 収録マップ数：31
- 登場キャラ数：12

マップが3Dとなり、マップ内の仕掛けも大掛かりなものとなった。家庭教師が登場し、初心者でも遊びやすいよう配慮がされた。過去の作品で登場したマップが多数登場する。

### ドラゴンクエスト&ファイナルファンタジー in いただきストリートSpecial
- 対応機種：PlayStation 2
- 2004年12月22日発売
- 収録マップ数：18
- 登場キャラ数：36

ドラゴンクエストシリーズ（ドラクエ）、ファイナルファンタジーシリーズ（FF）の両シリーズの世界やキャラクターおよび音楽を使用した作品。世界観と一致させるために今まで使用されたゲーム内の呼称に変更が加えられている（サラリー→賞金、周回数→レベルなど）。ゲームバランスが初心者向けに調整されている。「スフィアバトル」モードを採用。背景・演出が美麗になったが、マップ自体に使用しているポリゴン数は減り、2D的に戻っている。

### ドラゴンクエスト&ファイナルファンタジー in いただきストリート ポータブル
- 対応機種：PlayStation Portable
- 2006年5月25日発売
- 収録マップ数：14
- 登場キャラ数：24

『SP』の移植ではなく、キャラクターやマップを一新した新作。新モードとして「いただきメダル」や「クイックモード」などが採用されている。

### いただきストリートDS
- 対応機種：ニンテンドーDS
- 2007年6月21日発売
- 収録マップ数：14
- 登場キャラ数：22

ドラゴンクエストシリーズとマリオシリーズの両シリーズの世界やキャラクターおよび音楽を使用。通信対戦も可能。主人公のキャラクターを自由にカスタマイズできる。

### いただきストリートMOBILE どんどん開店!増築中!
- 対応機種：iアプリ、EZアプリ、S!アプリ
- 2007年10月1日配信開始（i）
- 2008年3月13日配信開始（EZ）
- 2008年9月1日配信開始（S!）

前3作はスクウェア・エニックスのキャラをプレイヤーとし、他の作品とのコラボレーションをする点が押し出されていた。しかし本作は『いたスト3』まで、特に『いたスト2』や『ゴージャスキング』の世界観が継承されている。
毎月、新しいマップ1種と対戦キャラクターが追加されていく予定となっている。

### ファイナルファンタジー in いただきストリート MOBILE
- 対応機種：iアプリ、EZアプリ
- 2010年7月1日配信開始（i, EZ）

『DQ&FF in いたスト』シリーズの流れを汲み、ファイナルファンタジーシリーズのキャラクターのみに限定した作品。キャラクターやマップは『SPECIAL』および『ポータブル』のものを主なベースにしており、新たに『ファイナルファンタジーXIII』のライトニングが参戦した。
毎月、新しいマップ1種と対戦キャラクターが追加されていたが、2011年2月3日に下記の『ドラゴンクエスト&ファイナルファンタジー in いただきストリート MOBILE』へアプリ移行となったため、すべてのデータを次作に引き継いだ上で本作の配信は終了した。

### ドラゴンクエスト&ファイナルファンタジー in いただきストリート MOBILE
- 対応機種：iアプリ、EZアプリ
- 2011年2月3日配信開始（i, EZ）

『FF MOBILE』のバージョンアップ移行作品。前作のキャラクターとマップをそのまま引き継ぎ、さらに過去の『DQ&FF in いたスト』シリーズ同様にドラゴンクエストシリーズのキャラクターとマップが加わった。前作同様キャラクターやマップは『SPECIAL』および『ポータブル』のものが主なベースとなり、新たに『ドラゴンクエストIX 星空の守り人』のサンディが参戦した。
毎月、新しいマップ1種と対戦キャラクターが追加されていく予定となっている。

### いただきストリートWii
- 対応機種：Wii
- 2011年12月1日発売
- 収録マップ数：36（イージールール 18、スタンダードルール 18）
- 登場キャラ数：26

ドラゴンクエストシリーズ誕生25周年記念作品の一つであり、いただきストリートシリーズ誕生20周年記念作品の一つであり、マリオ誕生30周年記念作品でもある。『ドラゴンクエストシリーズ』と『マリオシリーズ』のキャラクター達が再び共演する。『いただきストリートDS』に登場した大部分のキャラクターに加え、新キャラクターも多数登場。またMiiも参戦する。ステージにおいてもDS版に登場したステージや『2』のリメイクなどの他、『スーパーマリオギャラクシー2』や『ドラゴンクエストIX 星空の守り人』といった比較的新しい作品のステージが加わっている。
本作は北米で『FORTUNE STREET』、欧州と豪州で『BOOM STREET』のタイトルで任天堂より発売され、いただきストリートシリーズとしては日本国外において初めて発売された作品となった。
ニンテンドーWi-Fiコネクションを通じオンライン対戦可能。また、株の概念を省いた「イージールール」が新たに登場。従来と同じルール「スタンダードルール」も引き続きプレイできる。

### いただきストリート for SMARTPHONE わたしのお店にタッチして!
- 対応機種：Android、iPhone/iPod touch
- Android版(Google　play経由からのダウンロードをするのではなくsquare　ENIXアプリの公式サイトからAPK形式で無料でダウンロード可能)：2012年1月23日配信開始
- iPhone/iPod touch版(App store)：2012年3月22日配信開始
- 公式サイト

前作と違いコラボレーションではなく、オリジナルキャラクターを使用している。
北米では『Fortune Street Smart』、欧州では『Boom Street Smart』のタイトルで配信。

### いただきストリート for au ～つながるボード大陸～
- 対応機種：Android、iPhone/iPad（いずれもauスマートパス会員専用。本ゲームをプレイするにはauスマートパスへの登録が必要となる）
- Android版：2013年12月5日配信開始
- iPhone/iPad版：2013年12月5日配信開始
- 公式サイト

オリジナルキャラクターを使用している。

### いただきストリート ドラゴンクエスト＆ファイナルファンタジー30th ANNIVERSARY
- 対応機種：PlayStation 4、PlayStation Vita
- 2017年10月19日発売
- 収録マップ数：43（イージールール 17、スタンダードルール 26）
- 登場キャラ数：26

ドラゴンクエストシリーズとファイナルファンタジーシリーズの30周年記念作品でシリーズ最新作の『ファイナルファンタジーXV』や『ドラゴンクエストXI 過ぎ去りし時を求めて』からもマップやキャラクターが登場する。シリーズ初のPlayStation 4、PlayStation Vita対応となる。PlayStation Networkによる通信対戦に対応しており、PS4とVita間でのクロスプレイも可能。ダウンロードによりマップが追加される。シリーズ初のフルボイス対応になった。
またゲームスピードの設定が可能になり、一部の演出の高速化によりより快適なプレイが可能になっている。